# Albano Franco
Albano do Prado Pimentel Franco GCM • GOMM • ComMI (Aracaju, 22 de novembro de 1940) é um advogado e político brasileiro filiado ao Partido da Social Democracia Brasileira (PSDB). Por Sergipe, foi governador e senador, ambos durante dois mandatos, além de deputado federal e estadual.

## Empresário
Graduado em Direito pela Universidade Federal de Sergipe, atuou nas empresas da família, entre as quais a Refrescos Guararapes, detentora da franquia da Coca-Cola, (vendida ao grupo de Atlanta, em 1998), FM Sergipe, TV Sergipe – afiliada da Rede Globo no estado. Presidente da Federação das Indústrias do Estado de Sergipe (1971-1977), foi diretor da Confederação Nacional da Indústria (1977-1980) e presidente da referida entidade (1980-1994). De seu casamento com Leonor Barreto Franco, teve dois filhos: Ricardo Franco, ex-senador, e Adélia Franco Maranhão. Seu irmão, Walter do Prado Franco Sobrinho, foi deputado estadual e é um dos proprietários da TV Atalaia.

## Homenagens
- Medalha do Mérito Parlamentar Ordem Grão-Mestre em Aracaju (2023) [4] [5][6] [7]

- Ordem do Mérito Empresarial[1]
- Ordem do Mérito[1]
- Ordem do Mérito Militar[2]

## Político

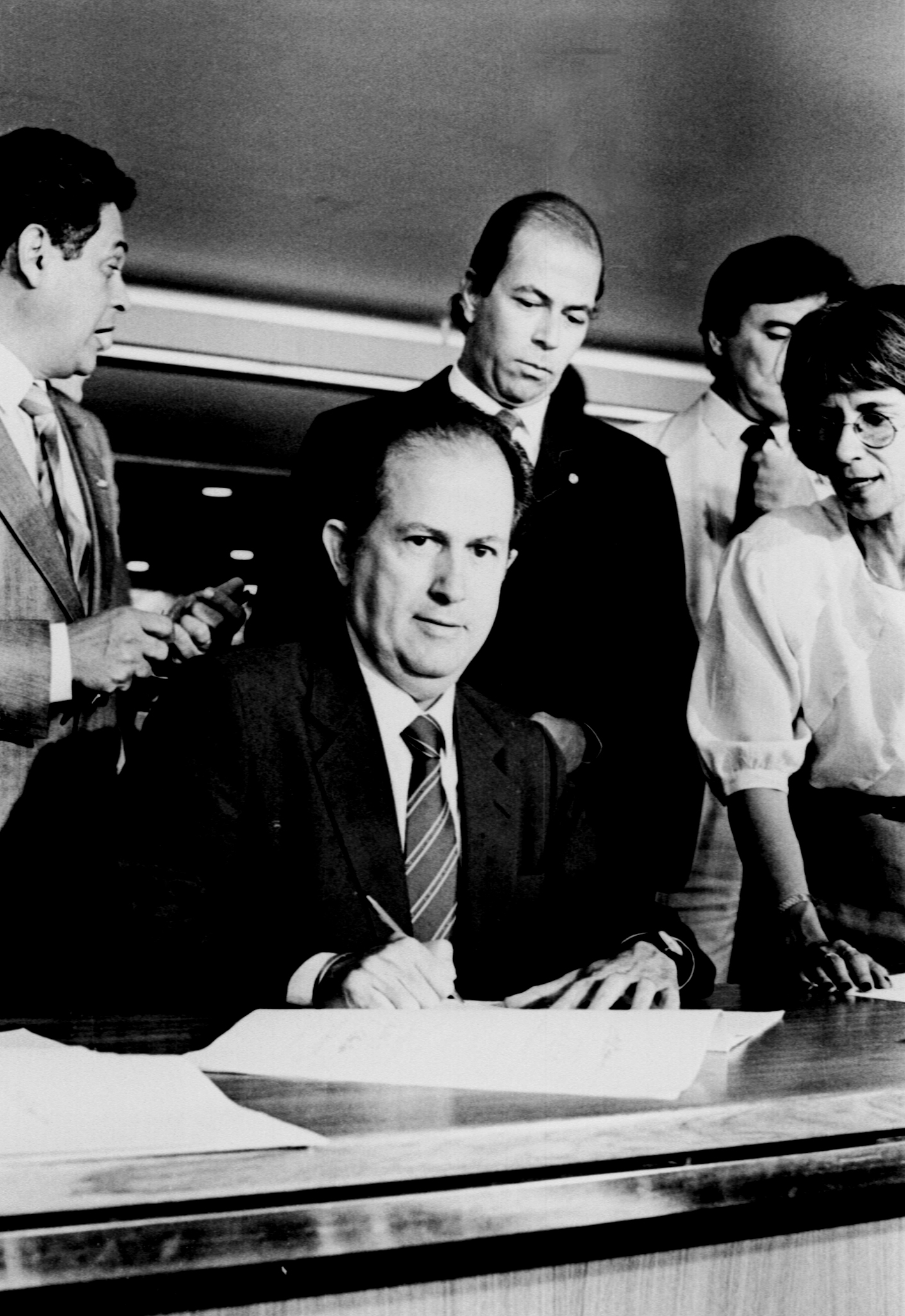
Assinando a Constituição do Brasil em 1988 como membro da Assembleia Nacional Constituinte. (Foto: Célio Azevedo/Agência Senado

Um dos nove filhos do político sergipano Augusto Franco, sua carreira política teve início com sua eleição em 1966 para deputado estadual pela ARENA. Vice-presidente da executiva regional (1971-1972) e secretário-geral da legenda (1979), foi eleito primeiro suplente do senador Lourival Batista em 1978 e chegou a exercer o mandato mediante convocação.
Restaurado o pluripartidarismo, ingressou no PDS e foi eleito senador em 1982, sendo reeleito pelo PRN em 1990. Como senador, foi admitido pelo presidente português Mário Soares à Ordem do Mérito Industrial no grau de Comendador em 1987 e à Ordem do Mérito no grau de Grã-Cruz em 1991.
Migrou para o PSDB e foi eleito governador de Sergipe em 1994, derrotando Jackson Barreto no 2º turno e renunciando ao mandato de senador em favor do suplente, José Alves do Nascimento. Em 1995, como governador, Franco foi condecorado pelo presidente Fernando Henrique Cardoso com a Ordem do Mérito Militar no grau de Grande-Oficial especial.
Seria reeleito em 1998 derrotando, desta vez, João Alves Filho em 2º turno. Elegeu-se deputado federal em 2006. Envolvido na cena política de Sergipe desde meados da década de 1960 a 2011, Albano é visto por diversos estudiosos e camadas da sociedade brasileira como membro de uma oligarquia. Foi também acusado de suspeita de desvios de verbas públicas, na venda da Distribuidora de Energia de Sergipe (Energipe) que foi vendida por R$ 537 milhões ao grupo mineiro Cataguazes-Leopoldina. O destino dado pelo governo a parte dessa verba está na raiz das principais acusações.
Em 2010, foi candidato ao Senado pelo PSDB, porém obteve apenas 18,29% dos votos válidos, sendo vencido por Eduardo Amorim (PSC) e Antônio Valadares (PSB).